# Чек
Чек представља писмену исправу којом издавалац/потписник даје банци безусловну наредбу да подносиоцу исплати назначену суму новца. За разлику од менице, која се издаје и када нема новца на рачуну, чек се издаје само уз постојање новчаног покрића.
У европским земљама сваки чек мора да обавезно садржи следеће елементе:
- Означење да је то чек
- Безусловни налог за исплату назначене своте
- Име лица које треба да исплати чековну своту (трасата)
- Датум и место издавања
- Потпис издаваоца чека (трасанта)

У погледу трасаната и трасата разликујемо банкарски чек код кога је трасат банка и небанкарски чек код кога је трасат нека фирма или физичко лице. С обзиром на намену чек може бити: готовински, вирмански, обрачунски, барирани, путнички, акредитивни, циркуларни. Као и меницу, чек карактеришу: индосирање, авалирање, амортизација, плаћање и протест чека. Чек се не може издати бланко и он може бити опозив.
Три битне чековне радње су:
- Издавање чека, где морају бити задовољени битни елементи чека
- Пренос чека, где се чек на доносиоца преноси простом предајом, по наредби путем индосамента, а на име путем цесије уз предају исправе
- Авалирање, што подразумева гаранцију од одређеног лица

Иако разне форме чекова биле у употреби од давнина, а најмање од 9. века, током 20. века чекови су постали веома популаран безготовински метод плаћања и употреба чекова достигла је врхунац. До друге половине 20. века, како је обрада чекова постала аутоматизована, издавале су се милијарде чекова годишње; ове количине су достигле врхунац почетком 1990-их. Од тада је употреба чекова опала, и делимично је замењена системима електронског плаћања. У све већем броју земаља чекови су или постали маргинални систем плаћања или су потпуно укинути.

## Деоба чека према њиховом облику и намени

### Готовински чек
Готовински чек је онај којим трасант упућује трасата да ремитенту исплати одређени износ готовог новца из његовог покрића.

### Циркуларни чек
Циркуларни чек издаје банка комитента који има код ње покриће с овлаштењем да га наплати код њених филијала (подружница) или банака с којима је у пословном односу (кореспонденти), а рок подношења на исплату је 6. месеци од дана издања.

### Вирмански чек
Вирмански чек је онај чек којим трасант налаже трасату да одређени износ новца пренесе с његовог (трасантовог) жиро-рачуна на жиро-рачун ремитента.
Трасант, а и сваки поседник чека може да забрани да се чек исплати у готовом новцу. Ради тога он мора на предњој страни чека, преко слога да напише „само за обрачун” или какав други израз који значи исто. Ознака „само за обрачун” не може се опозвати.

### Барирани или прецртани чек
Барирани чек је онај чек који је с предње стране прецртан двема упоредним цртама и који поседник чека може да наплати само преко банке. Ово прецртавање може да изврши било трасант било иматељ чека. Прецртавање може били опште или посебно. Прецртавање је опште ако између две његове црте није ништа назначено или ако је написано „банка”, односно какав други израз, који значи исто. Прецртавање је посебно, ако је између његових црта написано име неке одређене особе. Опште прецртавање може се претворити у посебно, а посебно не може у опште.
Брисање прецртавања или имена означене банке сматра се као да није обављено. Трасат који у случају општег прецртавања не исплати чек банци него некој другој особи, или који у случају посебног прецртавања исплати чек којој другој а не у прецртавању означеној банци, одговара за нанесену штету. Накнада штете не може бити већа од чековне своте.

## Деоба чека према начину одређивања корисника
Чек може гласити на име, по наредби или на доноситеља.

## Битни састојци чека
Чек садржи:
1. ознаку да је чек, написану у самом слогу исправе или ако је ова издана на страном језику, израз који на томе језику одговара појму чека,
2. безусловно упутство да се плати одређена свота новца из трасантовог покрића,
3. име онога који треба да плати (трасат),
4. место где треба платити,
5. ознака дата и места издања чека,
6. потпис онога који је чек издао (трасант).

Чек који је платив у земљи може се трасирати само на банку. Чек платив изван земље може се према закону места плаћања трасирати и на друге особе. Ако није нарочито одређено вреди као место плаћања оно место које је означено крај трасантовог имена. Чек у коме није назначено место издања сматра се да је издат у месту које је означено крај трасантовог имена. Одређивање камата у чеку сматра се као да није написано.

## Пренос чека
Чек се сме трасирати само на ону особу код које трасант има покриће којим може располагати путем чека на темељу изричитог или прешутног споразума с том особом. Трасант који изда непокривен чек дужан је дати иматељу чека потпуну одштету. Као што је већ речено, чек може гласити на име по наредби или на доноситеља. Чек на име који садржи ознаку „или доноситеља” односно други израз који исто значи вреди као чек на доноситеља. Исто тако чек без ознаке особе којој се треба платити (корисник, ремитент) вреди као чек на доноситеља. Чек може гласити и на име или по наредби самог трасанта. Не вреди чек на доноситеља у коме су трасант и трасат једна иста особа. Трасант одговара за исплату.
Чек на доноситеља преноси се једноставном предајом. Сваки други чек, макар и да није изричито трасиран по наредби; преноси се индосаментом. Чек, у коме је трасант ставио речи „не по наредби” или други израз који значи исто, преноси се само у облику и са учинцима обичног уступа (цесије). Чек на доноситеља може се претворити у чек на име или у чек по наредби одговарајућим пуним индосаментом. Индосамент мора бити безуслован. Сваки услов који би био стављен сматра се као да није написан. Делимичан индосамент је неваљан. Неваљан је трасантов индосамент. Индосамент „на доноситеља” вреди као бланко индосамент. Особа која изузимајући трасата, стави на полеђини чека изданог на доноситеља свој потпис, не исписујући одредбу о индосаменту, одговара као трасантов авалиста. Чек овим не губи особину чека на доноситеља. Индосамент на трасата вреди као признаница о исплати.

## Исплата чека
Изјава о акцепту, која би се ставила на чек, нема чековно-правног учинка. Исплата чека се може за целу чековну своту или за известан њен део осигурати јамством (авалом). Изузимајући трасата, ово осигурање може дати свака трећа особа, те и она која је чек потписала. Чек се плаћа по виђењу. Чек који се исплаћује у земљи мора се трасату поднети на исплату, и то рачунајући од дана издања:
1. у року осам дана, ако је место издања и плаћања у нашој земљи једно исто,
2. у року петнаест дана, ако су место издања и плаћања различита места,
3. у року двадесет дана ако је чек издан у било којој европској земљи,
4. у року шездесет дана ако је чек издан у било којој земљи изван Европе.

Кад се чек трасира из једног места на неко друго место и када у тим местима не вреде исти календари, онда се дан издања доводи на дан који му одговара у календару, који вреди у месту плаћања, те се према томе одређује доспеће. Немају никаквог утицаја на учинак чека смрт трасантова ни његова чековна неспособност за обвезивање, кад наступе након издања чека. Трасат мора одбити исплату чека ако зна да је над имовином трасанта отворен стечај.

## Опозив чека
Опозивање чека делује:
1. кад протече рок који је одређен за подношење ради исплате,
2. ако трасант непосредно пошаље чек који гласи на име или „по наредби” трасату, с одредбом да га намири особи означеној у чеку, а опозивање стигне трасату пре него што је та одредба извршена.

Кад нема опозивања, трасату је дужност према трасанту да чек исплати и након што протече рок за подношење, осим ако не постоји друкчији споразум. Трасант који би након истека рока за подношење располагао покрићем, мада није правоваљано опозвао чек, одговара за накнаду штете.

## Потврда о исплати
Приликом исплате чека трасат може захтевати да му иматељ преда чек с потврдом на њему да је исплаћен. Иматељ чека може одбити делимичну исплату. У случају делимичне исплате трасат може захтевати да се она забележи на чеку и да му се уз то изда признаница на исплаћену своту.

## Регрес због неисплате
Постоји обавеза нотификације као и код менице. Нема регреса због неприхватања, јер нема ни акцепта. Иматељ чека може остварити регрес против индосаната, трасанта и авалиста ако буде одбијена исплата чека који је поднесен на време. Подношење на исплату и неисплату морају бити утврђени:
1. јавном исправом („протест због неисплате”), или
2. потписаном изјавом трасантовом на чеку којом одбија исплату, с назначењем дана када је чек био поднесен; изјава се мора у протестном року унети у регистар протеста, у чему протестно тело ставља потврду на чеку, односно његовом алонжу, или
3. датираном потврдом обрачунског завода, којом се утврђује да је чек био поднесен на време и да није намирен обрачуном.

Протест због неисплате мора се подићи прије него што протече рок за подношење на исплату. Али, за чек поднесен на исплату посљедњег дана рока за подношење, ако не буде исплаћен, протест се може подићи још и првог радног дана који за овим даном долази.

## Умножавање
Чек издат у земљи, а платив изван ње, може се издати у два или више истоветна примерака. У слогу сваког примерка мора се ставити његов текући број, ако се то не учини, сваки примерак вреди као посебан чек. Чек на доноситеља не може се умножавати.

## Застаревање
Регресни захтеви иматеља чека против индосаната и против трасанта застарују за шест месеци од протека рока за подношење на исплату. Регресни захтеви индосаната једних против других и против трасанта застаревају за шест месеци од дана када је индосант искупио чек или од дана када је против њега код суда поступљено.

## Тужба
Наплата чека тужбом – ако регресни дужници не би удовољили регресном захтеву иматеља чека, он може против њих подигнути регресну (чековну) тужбу у застарном року; на основи тужбе суд издаје платни налог против којег се могу изнети приговори у року од три дана, а ако се не изнесу, платни налог постаје правомоћан и извршан.
Тужба из темељног односа :
- уместо регресне тужбе, иматељ чека може своју потражњу која је проистекла из правног односа, који је темељ издавања или преноса чека, остварити у редовитој парници против трасанта или непосредног индосанта, уз претходни поврат чека
- та се тужба може подићи и кад иматељ чека није испунио услове за регрес или је регрес застарио
- рок за подизање тужбе је застарни рок за тражбину из основног посла.
- потражњу из темељеног односа иматељ чека може остварити и онда кад нису испуњени услови за регрес или је овај застарео, али тада се иматељу од његове потражње одбија износ штете коју је тужени дужник претрпио због неправодобно учињеног или због пропуштеног подношења чека.

## Неиспоштовани чекови
Неиспоштовани чек се не може уновчити за своју номиналну вредност и безвредан је. Такви чекови су познати као RDI (енгл. returned deposit item, враћена депозитна ставка) или NSF (енгл. non-sufficient funds, недовољна средства). Чекови обично бивају неиспоштовани јер је потраживани рачун замрзнут или ограничен, или зато што на рачуну трасанта није било довољно средстава када је чек искоришћен. Када се чек примени на рачун са недовољним средствима, каже се одскаче, а може се назвати гуменим чеком. Банке типично наплаћују клијенату провизију за издавање неиспоштованог чека, а у неким јурисдикцијама такав поступак представља кривичну радњу. Трасант такође може да захтева заустављање чека, налажући финансијској институцији да не испоштује одређени чек.
У Енглеској и Велсу се такви чекови обично враћају са ознаком „Refer to Drawer“ - упутством за контактирање особе која је издала чек ради објашњења зашто чек није испоштован. Ова формулација натписа је уведена након што је банка успешно тужена за дефамацију након што је вратила чек са изразом „Недовољно средстава“ након што је направљена грешку - суд је пресудио да је с обзиром на то да је било довољно средстава, изјава очигледно лажна и штети угледу лице које издаје чек. Упркос употребе ове ревидиране фразе, било је успешних дефамационих тужби које су појединци покренули против банака због сличних грешака.
У Шкотској чек делује као додељивање износа новца примаоцу уплате. Као такав, ако је чек неиспоштован у Шкотској, средства присутна на банковном рачуну су „приложена“ и замрзнута, све док на рачун не буде уплаћено довољно средстава да се исплати чек, платилац врати чек и преда га банци, или платилац добије писмо од потражиоца у којем се наводи да они нису више заинтересовани за чек.
Чек такође може бити неиспоштован јер је застарео или није уновчен пре истека „рока валидности“. На многим чековима је одштампано изричито обавештење да су неважећи након неког временског периода. У САД, Униформни комерцијални закон не обавезује банке да поштују застареле чекове, као што су чекови представљени шест месеци након њиховог датума издавања.